# Zgodnje poletje
Zgodnje poletje (japonsko 麦秋, Hepburn Bakushū) je japonski dramski film iz leta 1951, ki ga je režiral Jasudžiro Ozu in zanj tudi napisal scenarij skupaj z Kogom Nodo. V glavnih vlogah nastopajo Secuko Hara, Čišu Rju, Čikage Avašima in Kuniko Mijake. Zgodba prikazuje Noriko (Hara), ki živi v razširjeni družini s starši in bratovo družino. Stric ob obisku družino pozove naj ji najdejo moža. Kot večina povojnih Ozujevih filmov se ukvarja s temami komunikacije med različnimi generacijami in večanju vloge ženk v družbi.
Film je bil premierno prikazan 3. oktobra 1951 in je naletel na dobre ocene kritikov. Prejel je nagrado Kinema Junpo za japonski film leta. Na strani Rotten Tomatoes ima oceno kritikov 100%, stran They Shoot Pictures, Don't They pa ga uvršča med tisoč najboljših filmov v zgodovini.

## Vloge
- Secuko Hara kot Noriko
- Čišu Rju kot Koiči
- Čikage Avašima kot Aya Tamura
- Kuniko Mijake kot Fumiko
- Ičiro Sugai kot Šukiči
- Čieko Higašijama kot Šige Mamija
- Haruko Sugimura kot Tami Jabe
- Seidži Mijaguči kot Nišivaki